# Атомно-молекулярне вчення
А́томно-молекуля́рне вче́ння — фундамент сучасних фізики, хімії та природознавства, провідною ідеєю якого є дискретність (перервність будови) речовини: уявлення про існування двох видів найдрібніших частинок речовини — атомів та молекул; — остаточно запроваджене в науковому світі лише на початку другої половини XIX ст. Суть теорії полягає в тому, що всі речовини складаються з надзвичайно дрібних невідчутних частинок, які перебувають у безперервному русі (змінюючи положення внаслідок обертання, коливання, переміщення та поступального руху).
Швидкість руху молекул залежить від природи та фізичного стану речовини: якнайшвидше рухаються молекули газів, значно повільніше — молекули рідин, найповільніше — молекули твердих речовин. Молекули складаються зі ще дрібніших частинок — «елементів» (атомів), які бувають різних видів. Якщо молекули складаються з атомів одного виду, то вони утворюють прості речовини, а коли з атомів різних видів, то складні речовини.
У сучасній хімії молекули — це найменші частинки речовини, які можуть самостійно існувати та мають такий самий хімічний склад і хімічні властивості, що й речовина. Всі молекули однієї речовини однакові та відрізняються від молекул інших речовин своєю масою, розмірами, будовою та хімічними властивостями.
Під час фізичних явищ молекули залишаються незмінними. В процесі хімічних реакцій молекули однієї чи кількох речовин руйнуються, перетворюючись на іншу речовину чи речовини з новими молекулами та новими властивостями. Молекули всіх речовин складаються з атомів, які не є хімічно подільними частинками. Це означає, що в усіх хімічних перетвореннях речовин атоми не руйнуються й не утворюються — загальна кількість атомів під час хімічних реакцій залишається незмінною: атоми тільки перегруповуються, утворюючи молекули нових речовин.

## Історичний огляд
Детальніші відомості про розвиток хімічних уявлень ви можете знайти в статті Історія хімії.

### Давні часи
Перші уявлення про те, що речовина складається з окремих неподільних частинок, з'явилися в сиву давнину та попервах пропрацьовувалися в загальних філософських уявленнях про світ. Зокрема, деякі філософські школи Давньої Індії (I тис. до н. е.) визнавали не лише саме існування первинних неподільних частинок «ану», а навіть їхню здатність сполучатися одна з одною, утворюючи нові частинки. Подібні вчення існували по всьому давньому світу. Найбільш відомою стала створена Левкіппом (V ст. до н. е.) і Демокритом (V—IV ст. до н. е.) атомістика, значно вплинувши на розвиток науки. «Причинами всіх речей, — писав давньогрецький філософ і науковець Аристотель (IV ст. до н. е.), викладаючи демокритове вчення, — є певні відмінності в атомах. Відмінностей цих три: форма, порядок і положення». Вже в роботах Аристотеля зустрічається важливе поняття «міксис» — однорідна сполука, утворена з різних речовин. Пізніше давньогрецький філософ-матеріаліст Епікур (IV—III ст. до н. е.) увів поняття про масу атомів та їхню здатність самовільно відхилятися під час руху.
Важливо відзначити, що, на думку багатьох давньогрецьких науковців, складне тіло — це не проста суміш атомів, а якісно нове цілісне утворення з новими властивостями. Проте греки ще не випрацювали поняття про особливі «багатоатомні» частинки — молекули, проміжні між атомами та складними тілами, найдрібніші носії властивостей тіл.
Середньовіччя позначилося різким послабленням зацікавленості античним атомізмом. Церква звинувачувала давньогрецькі філософські вчення в стверджуванні того, що світ виник з випадкових сполучень атомів, а не волею бога, як того вимагала християнська догма.

### XVI—XIXст.ст.
У XVI—XVII ст. в умовах загальнокультурного та наукового підйому відроджується атомізм. У цей період передові науковці різних країн: Галілео Галілей (XVI—поч. XVII ст.) в Італії, П'єр Гассенді (XVII ст.) у Франції, Роберт Бойль (XVII ст.) в Англії та решта — проголосили принцип: «не шукати істину в Святому письмі, а „безпосередньо“ читати книгу природи».
Гассенді та Бойлю належить найголовніша заслуга в подальшій розробці античної атомістики. П'єр Ґассенді ввів поняття про молекулу, під якою він розумів якісно нове утворення, складене шляхом сполучення кількох атомів. Широку програму створення корпускулярної філософії природи запропонував Бойль. Світ корпускул, їх рух і «сплетіння», на думку англійського науковця, дуже складні. Світ у цілому та його найдрібніші частинки — це доцільно влаштовані механізми. Корпускули Бойля — це вже не первинні недробимі атоми античних філософів, а складне ціле, здатне змінювати свою будову через рух.

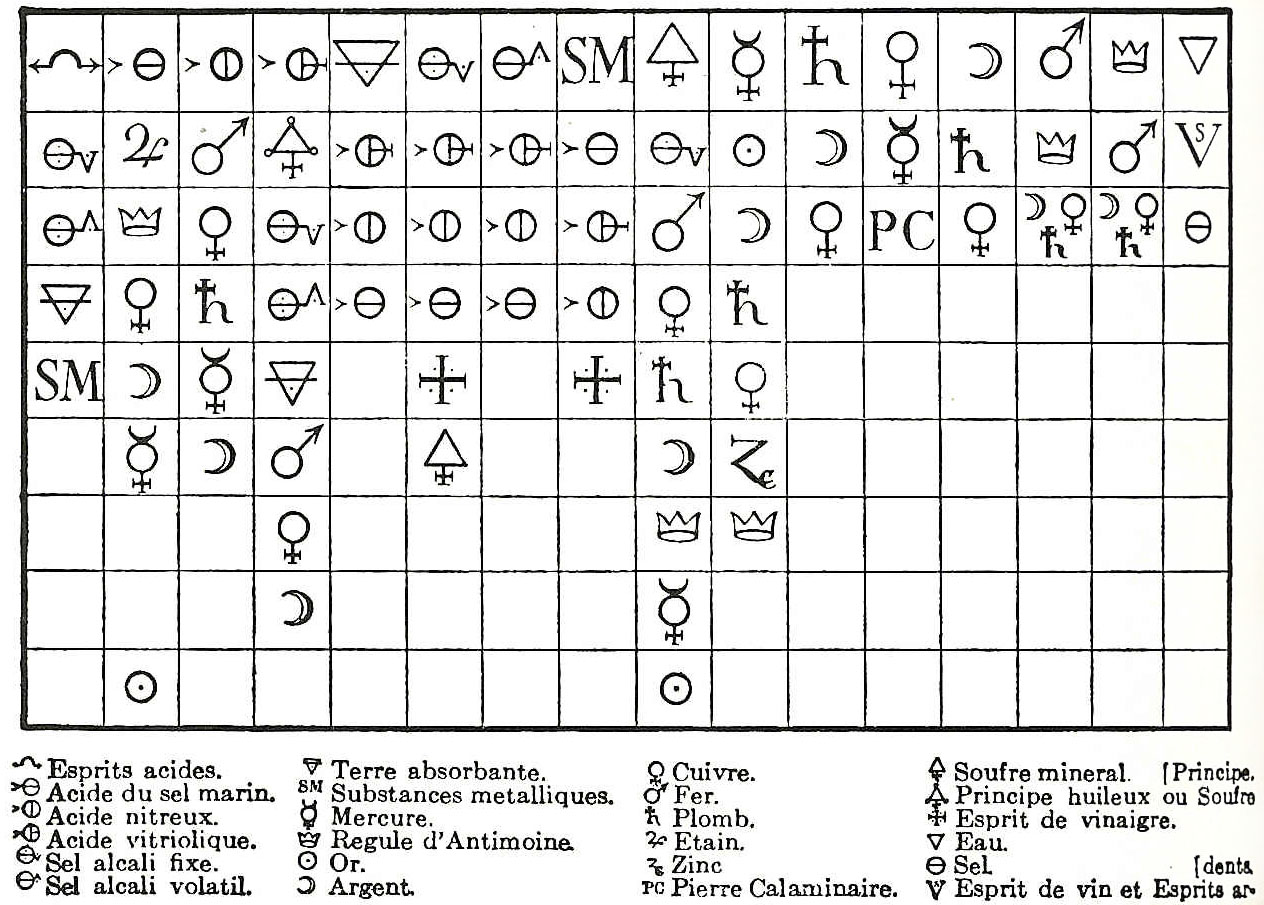
«Таблиця спорідненості» Етьєна Франсуа Жоффруа 1718 року: у верхній частині колонки знаходиться речовина, з якою можуть поєднуватися всі наведені нижче речовини.

Раннім попередником ідеї пов'язаних «комбінацій атомів» була теорія «комбінації через хімічну спорідненість». Наприклад, у 1718 році, спираючись на концепцію Бойля про комбінації кластерів, французький хімік Етьєн Франсуа Жоффруа розробив теорії хімічної спорідненості для пояснення комбінацій частинок, вважаючи, що певна алхімічна «сила» притягує певні алхімічні компоненти разом. Ім'я Жоффруа найбільш відоме у зв'язку з його таблицями «спорідненості» (фр. tables des rapports), які він представив Французькій академії у 1718 та 1720 роках.
Це були списки, розроблені шляхом порівняння спостережень за діями речовин одна на одну, що показує різний ступінь спорідненості, виявлений аналогічними тілами до різних реагентів. Ці таблиці зберігали свою популярність протягом решти століття, поки не були витіснені більш глибокими концепціями, введеними французом Клодом Бертолле.
У 1738 році швейцарський фізик й математик Даніель Бернуллі опублікував «Гідродинаміку», яка заклала основу кінетичної теорії газів. У цій роботі Бернуллі висунув аргумент, який використовується донині, що гази складаються з великої кількості молекул, які рухаються в усіх напрямках, і їхній удар об поверхню викликає тиск газу, який ми відчуваємо, й що те, що ми відчуваємо як тепло, є просто кінетичною енергією їхнього руху. Теорія була прийнята не одразу, частково тому, що збереження енергії ще не було встановлено, й для фізиків не було очевидним те, що зіткнення між молекулами може бути ідеально пружним.

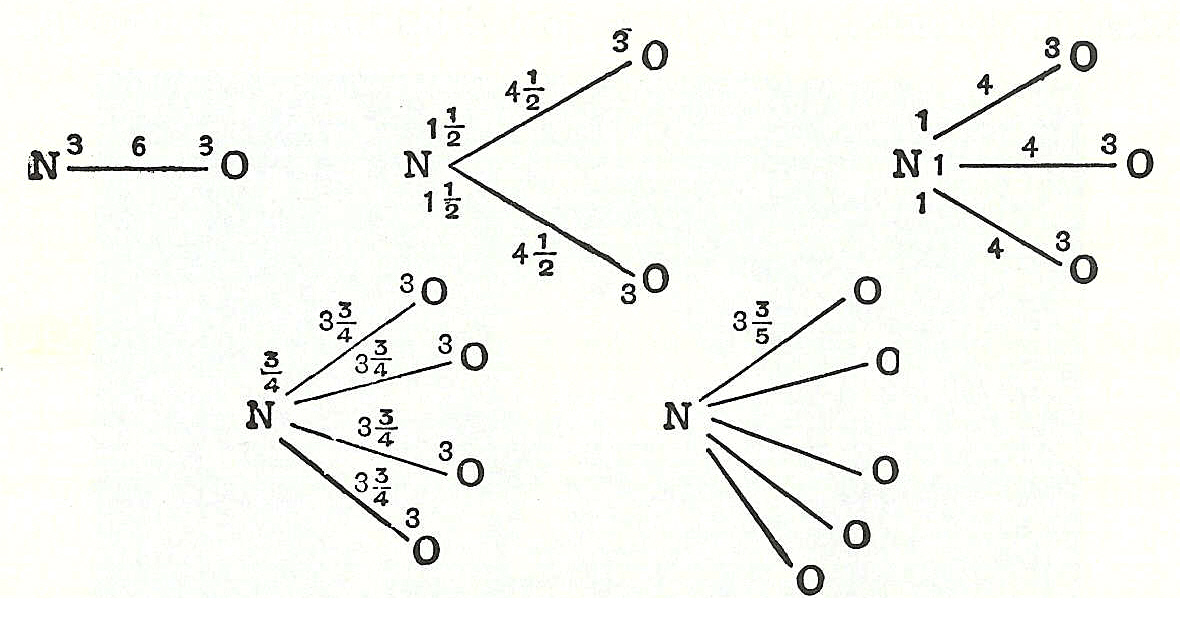
Комбінації кінцевих частинок Вільяма Хіггінса (1789)

У 1789 році Вільям Хіггінс опублікував погляди на те, що він назвав комбінаціями «кінцевих» частинок, що передвіщало концепцію валентних зв'язків. Якби, наприклад, згідно з Хіггінсом, сила між кінцевою частинкою кисню та кінцевою частинкою азоту дорівнювала б 6, в такому разі силу цієї сили було б розділено відповідно, і аналогічно для інших комбінацій кінцевих частинок.

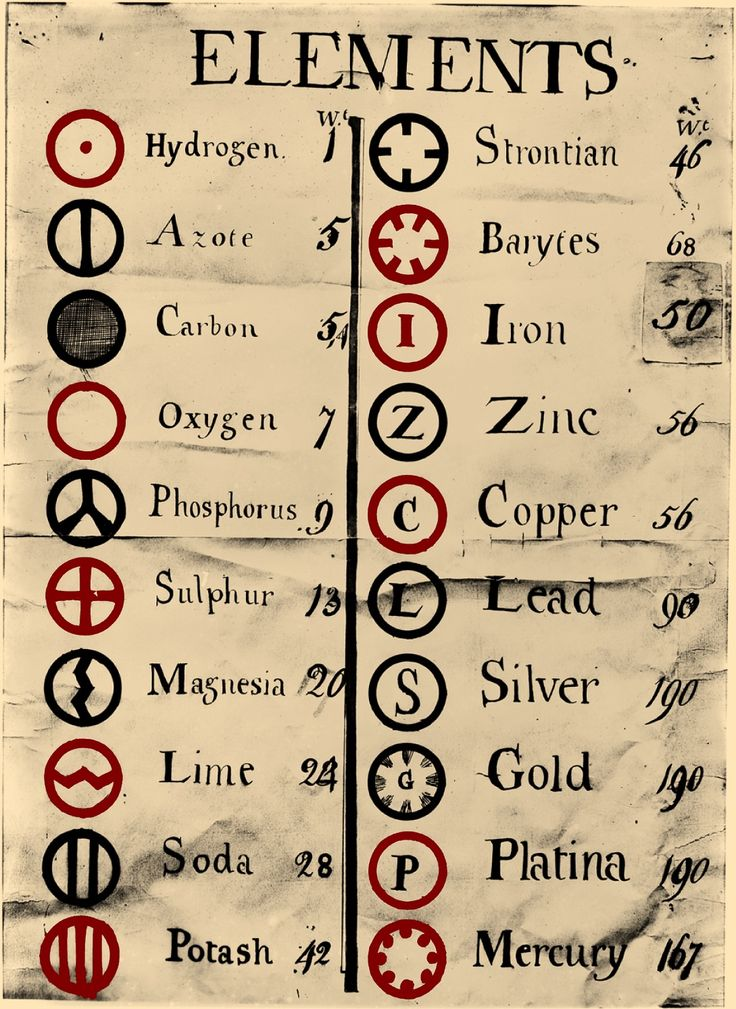
Вже в 1803 р. в лабораторному журналі Джона Дальтона з'явилася перша таблиця відносних атомних ваг деяких елементів і сполук (атомну вагу водню прийнято рівною одиниці). Дальтон увів символи хімічних елементів у вигляді кіл з різними фігурами всередині. Згодом Дальтон неодноразово коригував атомні ваги елементів, однак для більшості елементів наводив неправильні значення. (Зображення переліку 1808 р.)

Англійський науковець Джон Дальтон розглядав атом як найдрібнішу частинку хімічного елементу, яка відрізняється від атомів інших елементів перш за все масою. Хімічна сполука, за його вченням, є сукупністю «складних» (або «складених») атомів, які містять певні, характерні лише для даної складної речовини кількості атомів кожного елемента. Дальтон склав першу таблицю атомних мас, але з огляду на те, що його уявлення про склад молекул часто спиралися на довільні припущення, які ґрунтувалися на принципі «найбільшої простоти» (наприклад, для води він прийняв формулу OH), ця таблиця виявилася неточною.
У 1808 французький науковець Ґей-Люсак сформулював закон, згідно з яким об'єми газів, що реагують між собою, співвідносяться як невеликі цілі числа. Проте Дальтон гадав, що в реакціях між газоподібними простими речовинами беруть участь атоми цих речовин, і вважав на цій підставі, що, наприклад, з одного об'єму азоту й одного об'єму кисню має утворюватися лише один об'єм монооксиду нітрогену (N + O → NO), а не два, як експериментально встановив Ґей-Люсак.
Величезний внесок у розвиток хімічної атомістики та вирішення проблеми атомних ваг вніс шведський хімік Єнс Якоб Берцеліус. З 1807 р. він зайнявся систематичним вивченням елементного складу сполук, представивши величезну кількість доказів на користь закону сталості складу. У 1814 Берцеліус опублікував першу таблицю атомних ваг, в якій навів атомні ваги 41 елемента (для складання таблиці Берцеліусу знадобилося визначити склад майже 2000 сполук!) та докладно виклав систему хімічних знаків, засновану на позначенні елементів однією чи двома літерами латинської назви елемента; кількість атомів елемента пропонував вказувати надрядковими цифровими індексами (прийняте сьогодні вказання кількості атомів підрядковими індексами запропонував у 1834 році Юстус Лібіх). Система хімічних знаків Берцеліуса, альтернатива вкрай незручної системи Дальтона, отримала загальне визнання та збереглася до тепер.
У 1811 році італійський науковець Амедео Авогадро доповнив атомно-молекулярне вчення двома гіпотезами, які згодом були повністю підтверджені:
- у рівних об'ємах різних газів за однакової температури та тиску знаходиться однакова кількість молекул;
- молекули простих газів містять парну кількість атомів, як правило — два.

Однак, у першій половині XIX ст. продовжувала існувати плутанина в поняттях атом, молекула й еквівалент (і, зрозуміло, відповідних масах). Авогадро, на противагу Дальтону та Берцеліусу, які заперечували існування двоатомних молекул елементарних газів, розвивав свою молекулярну теорію, яка органічно доповнювала атомістику Дальтона. У 1821 Авогадро опублікував роботу, де навів правильні формули низки сполук (наприклад, для оксиду бору — B2O3 замість BO2 за Берцеліусом тощо) і запропонував свою таблицю атомних ваг.
Плутанині в атомно-молекулярному вченні сприяло й учення про еквіваленти, яке розвивав англійський учений Воластон. У роботі «Синоптична шкала хімічних еквівалентів» (1814) Воластон навів таблицю еквівалентних мас елементів, які здебільшого збігалися з величинами атомних ваг за Дальтоном. Однак Воластон протиставляв поняття «еквівалент» дальтонівському поняттю «атом». Багатьом хімікам еквівалентні (з'єднувальні) ваги, видавалися зручнішими й точнішими, ніж атомні, оскільки їх розраховують без прийнятих Дальтоном припущень. У 30-ті рр. XIX ст. вчення про еквіваленти отримало підтримку з боку фізиків — Майкл Фарадей відкрив закони електролізу і експериментально встановив значення електрохімічних еквівалентів.
У результаті якнайширшого розповсюдження «Керівництва з теоретичної хімії» (1817—1819), яке написав німецький науковець Ґмелін, вчення про з'єднувальні ваги отримало майже загальне визнання серед хіміків-неорганіків. Ґмелін узяв атомну масу Оксигену рівною 8, а не 16, як у Берцеліуса; «виправленню» піддалися й атомні маси низки інших елементів. Сумним наслідком став той факт, що, наприклад, для оцтової кислоти хіміки в 30-ті—50-ті рр. XIX ст. пропонували 19 різних брутто-формул!
Відкриття Авогадро давало в руки хіміків простий і правильний метод визначення молекулярних мас: співвідношення молекулярних мас двох газів дорівнює співвідношенню їх густин. Але на жаль, кількість атомів у молекулах простих газів і парів Авогадро не конкретизував, та й не міг цього зробити, що майже на 40 років затримало визнання його ідей хіміками, хоча багато науковців, як, наприклад, французький фізик Ампер (XIX ст.), вже виказували аналогічні думки. Лише на початку 1840-х рр. з'явилися хімічні докази двоатомності водню, кисню, азоту, галогенів.
Крім того, в першій половині XIX ст. багато хіміків не вірили в можливість визначити істинні атомні маси та віддавали перевагу еквівалентам, які можна було відшукати експериментально. Тому одній і тій самій сполуці приписували різні формули, що вело до встановлення неправильних атомних і молекулярних мас.
Одним із перших, хто розпочав боротьбу за реформу теоретичної хімії, були французькі науковці Жерар і Лоран, які створили правильну систему атомних мас і хімічних формул. У 1856 році російський науковець Менделєєв Дмитро Іванович, а потім незалежно від нього італійський хімік Станіслао Канніццаро запропонували метод обчислення молекулярної маси сполук за подвоєною густиною їх парів відносно до водню. До 1860 року цей метод оселився в хімії, що мало вирішальне значення до утвердження атомно-молекулярного вчення. У своєму виступі на Міжнародному конгресі хіміків у Карлсруе (1860) Канніццаро переконливо довів правильність ідей Авогадро, Жерара та Лорана, необхідність їх прийняття для правильного визначення атомних і молекулярних мас і складу хімічних сполук. Завдяки працям Лорана та Канніццаро хіміки усвідомили відмінність між тією формою, в якій хімічний елемент існує та вступає в реакції (наприклад, для водню це H2), й тією формою, в якій він присутній у сполуці (HCl, H2O, NH3 тощо). У підсумку конгрес прийняв такі визначення: молекула — «кількість тіла, яка вступає в реакції, визначаючи хімічні властивості»; атом —"найменша кількість елемента, яка входить у частки (молекули) сполук". Також прийнято пропозицію вважати поняття про «еквівалент» емпіричним (таким, що не збігається з поняттями «атом» і «молекула»).
Встановлені Канніццаро атомні маси послужили Менделєєву підґрунтям для відкриття періодичного закону хімічних елементів. Рішення конгресу посприяли розвиткові органічної хімії, адже встановлення формул сполук відкрило шлях до створення структурної хімії.
Таким чином, на початок 1860-х рр. атомно-молекулярне вчення сформувалось у вигляді таких тез:
1. Речовини складаються з молекул. Молекулою називається найменша частинка речовини, яка має її хімічні властивості. Багато фізичних властивостей речовини — температури кипіння та плавлення, механічна міцність, твердість і таке інше — зумовлені поведінкою великої кількості молекул і впливом міжмолекулярних сил.
2. Молекули складаються з атомів, які сполучаються між собою в певних співвідношеннях.
3. Атоми та молекули перебувають у невпинному самовільному русі.
4. Молекули простих речовин містять однакові атоми (O2, O3, P4, N2 тощо); молекули складних речовин — різні атоми (H2O, HCl, тощо).
5. Під час хімічних реакцій змінюється склад молекул і перегруповуються атоми, в результаті чого створюються молекули нових хімічних сполук.
6. Властивості молекул залежать не лише від їх складу, але й від способу, яким атоми зв'язані між собою.

### XX—XXIст.ст.
Сучасна наука розвинула класичну атомно-молекулярну теорію, а деякі її тези переглянула. Було встановлено, що атом не є неподільним безструктурним утворенням, а в тім, про це багато-хто з науковців здогадувався й у XIX ст.
З'ясувалося, що далеко не в усіх випадках частинки, які утворюють речовину, є молекулами. Багато хімічних сполук, особливо в рідкому та твердому стані, мають іонну структуру, наприклад, солі. Деякі речовини, наприклад, інертні гази, складаються з окремих атомів, які слабко взаємодіють між собою навіть у рідкому та твердому стані. Крім того, речовина може складатися з частинок, утворених через об'єднання (асоціації) кількох молекул. Так, хімічно чиста вода утворена не лише окремими молекулами H2O, а й полімерними молекулами (H2O)n, де n ∈ [2, 16]; одночасно в ній присутні гідратовані йони H+ і OH-. Особливу групу сполук становлять колоїдні розчини. Нарешті, за температур порядку сотень тисяч і мільйонів градусів переходить в особливий стан — плазму, яка є сумішшю атомів, позитивних іонів, електронів і атомних ядер.
Виявилося, що кількісний склад молекул за однакового якісного складу може змінюватися — іноді в широкому діапазоні (наприклад, оксид Нітрогену може мати формулу N2O, NO, N2O3, NO2, N2O4, N2O5, NO3) — до того ж, якщо розглядати не лише нейтральні молекули, але й молекулярні йони, межі можливого складу розширюються: зокрема, молекула NO4 не відома, проте у XX ст. відкрито аніон NO43-; не існує молекула CH5, проте відомий катіон CH5+; тощо.
Відкрито так звані сполуки змінного складу, в яких на одиницю маси певного елемента припадає різна маса іншого елемента, наприклад: Fe.89–.95O, TiO.7–1.3 тощо.
Уточнено тезу про те, що молекула складаються з атомів. Згідно з сучасними квантово-механічними уявленнями, в атомів у молекулі більше-менше незмінним залишається лише остов — ядро та внутрішні електронні оболонки, — тоді як характер руху зовнішніх валентних електронів корінним чином змінюється так, що утворюється нова, молекулярна електронна оболонка, яка охоплює всю молекулу (див. Хімічний зв'язок). У цьому розумінні жодних незмінних атомів у молекулах немає.
Беручи до уваги ці уточнення та доповнення, слід мати на увазі, що сучасна наука зберегла раціональне зерно класичного атомно-молекулярного вчення: ідеї про дискретність будови речовини, про здатність атомів давати, сполучаючись одне з одним у певному порядку, якісно нові та складніші утворення та про безперервний рух частинок, з яких складається речовина.